# Crivina (okręg Prahova)
Crivina – wieś w Rumunii, w okręgu Prahova, w gminie Gorgota. W 2011 roku liczyła 993 mieszkańców.